# Agaskodo Teliverek
Agaskodo Teliverek ("Stalloni da monta" in ungherese) è un quartetto con sede a Londra. La loro estrema e anticonvenzionale fusione di diversi generi musicali rende difficile classificarli, e la loro produzione è battezzata da loro stessi 'Psycho Goulash'. "Accoppiamento electro-noise casuale e ritmiche cristalline degne degli Shadows e suoni inappropriati e folli, come la prima volta che si esibirono a Londra con le loro tenute da calciatori"
Ad oggi la formazione annovera Miklos ‘Miki’ Kemecsi (chitarre) Tamas ‘Tomi’ Szabo (chitarre) Hiroe Takei (Voce e tastiera) and Thomas R. Fuglesang (Batteria). Miki ha iniziato la sua carriera musicale eseguendo musica elettronica come one man band con lo pseudonimo di "The Accountant" suonando accanto ad artisti come Ceefax Acid Crew e Aphex Twin, andando in tour in Europa con la 19-t record (Giappone) e nel Regno Unito con l'etichetta Breakcore Adaadat. Quando la sua musica iniziò più frequentemente ad incorporare la chitarra elettrica si avvalse della collaborazione duratura di Tomi, nacquero così gli Agaskodo Teliverek. Il primo album omonimo uscì nell'ottobre del 2006 con guest performers come Man From Uranus, David Firth, Amit Lissack, The Rebel, Mc Big Cheese e Max Tundra. La copertina dell'album fu realizzata dallo stesso Miki Kemecsi.
Alla fine del 2007 Hiroe Takei si unisce al gruppo come cantante e suonando il keytar, si esibiscono al BBC Electric Proms John Peel Night come band di supporto ai Siouxsie Sioux. Nel 2007 Giorgio Pona e Gigi Piscitelli producono e gestiscono il loro secondo album "Psycho Goulash". L'album è stato registrato con due diversi batteristi: lo stand-in Seb Rochford e l'ex batterista dei Noisettes, Pharoah S. Russell, ed attualmente sono in tour con Thomas R. Fuglesang.

## Discografia

### Singoli
- Gay Hussar, 7" single Adaadat, 2007)

### Album
- Agaskodo Teliverek (Adaadat, 2006)
- Psycho Goulash (Adaadat, U.K./ Midfinger Records, Italy/ Fantome, Japan 2008)

### Collaborazioni
- I PLAY GAY 7": Gay VS You covers with Dolby Anol, House Mouse and Dananananakroyd, (Adaadat, 2008)
- Ommm Testing the Equipment guitars on Days of Space (Adaadat, 2006)
- Man From Uranus "Future Focus" guitar and drum loop on The Future is on Fire & guitar beats and sequencing on Speedworm (Liselotte Pulver)

### Raccolte
- Trade & Distribution Almanac vol.2 Mal-Funk (Adaadat, 2005)
- Trade & Distribution Almanac vol.3 Squirrel Staring at a Beetle (Adaadat, 2006)
- Trade & Distribution Almanac vol.4 Bamayashi Ege (Adaadat, 2007)
- Disco_r.Dance vol.1 Blood Club (2007, Norman records)
- Electronic Bible vol.3 Liselotte Pulver (Speedworm) & Bastard Cabbage remixed by The Accountant (White Label Music, 2007)
- Nocturne, Late Nights at the Whitechapel, Stupid Girl (Maniac Squat, 2007)
- Utrophia Compilation vol.3 The Beautiful Breadman (Utrophia, 2008)

## Videoclip musicali
- Gay Hussar. Regia di Weirdcore (2007)
- Blood Club. Regia di Barry Gene Murphy (2008)
- New Generation. Regia di Andrea Falbo (2009)